# اوتو ریپرت
اوتو ریپرت (انگلیسی: Otto Rippert; ۲۲ اکتبر ۱۸۶۹ – ۱۵ ژانویهٔ ۱۹۴۰) هنرپیشه، کارگردان فیلم و تدوین فیلم اهل آلمان بود. وی بین سال‌های ۱۹۱۲ تا ۱۹۲۴ میلادی فعالیت می‌کرد.